# فيصل المسلم
فيصل علي عبد الله المسلم العصيمي العتيبي (5 مارس 1962 - )؛ سياسي كويتي، ونائب سابق في مجلس الأمة الكويتي، دكتوراه في التاريخ السياسي، عرف بأرائه القوية والتي أثارت جدلًا واسعًا من ضمنها انتقاده لبعض القنوات وأصحاب القنوات الكويتية التي يطلق عليها مسمى «الإعلام الفاسد»، كذلك موقفه المناهض لسب السيدة أم المؤمنين عائشة، وأيضًا موقفه من أحداث البحرين ومشاركته في مهرجان خليجنا سورنا الخطابي.

## الشهادات العلمية
- ليسانس آداب / تخصص تاريخ – جامعة الكويت
- ليسانس حقوق – جامعة بيروت العربية
- ماجستير في التاريخ السياسي الحديث والمعاصر – جامعة غلاسكو (بريطانيا)
- دكتوراه في التاريخ السياسي الحديث والمعاصر – جامعة ويلز (بريطانيا)

## السيرة المهنية
- شارك بالتدريس في كلية الآداب - جامعة الكويت.
- شارك بالتدريس في بكلية علي صباح السالم العسكرية.
- شارك في التدريس بكلية التربية الأساسية في الهيئة العامة للتعليم التطبيقي والتدريب.

## المساهمات العامة
- رائد رابطة كلية الآداب بجامعة الكويت 1999 / 2000 – 2001 / 2002م.
- عضو في لجنة التنمية الاجتماعية التابعة للأمانة العامة للأوقاف.
- مقرر لجنة مكافحة المخدرات للجان الخيرية بمنطقة خيطان.

## إنتخابات مجلس الأمة الكويتي
| الانتخابات    | الدائرة الانتخابية  | المركز        | عدد الأصوات | النتيجة |
| ------------- | ------------------- | ------------- | ----------- | ------- |
| انتخابات 1999 | الدائرة الرابعة عشر | المركز الخامس | 717 صوت     | خسر     |
| انتخابات 2003 | الدائرة الرابعة عشر | المركز الأول  | 1,596 صوت   | فاز     |
| انتخابات 2006 | الدائرة الرابعة عشر | المركز الأول  | 3,841 صوت   | فاز     |
| انتخابات 2008 | الدائرة الرابعة عشر | المركز الأول  | 12,695 صوت  | فاز     |
| انتخابات 2009 | الدائرة الثالثة     | المركز الرابع | 9,295 صوت   | فاز     |
| انتخابات 2012 | الدائرة الثالثة     | المركز الأول  | 16,383 صوت  | فاز     |

## لجانه في مجلس الأمة
- رئيس اللجنة التعليمية في مجلس الأمة 2006
- رئيس لجنة التحقيق في تجاوزات الانتخابات التشريعية 2006
- عضو اللجنة الإسكانية في مجلس الأمة 2006

## مواقفه في مجلس الأمة
| الكتل                                                               | إسلامي مستقل        |
| اللجان                                                              | التعليمية - الإسكان |
| قانون صندوق المعسرين                                                | غير موافق           |
| الموازنة العامة للدولة                                              | غير موافق           |
| قانون ضمان الودائع البنكية                                          | غير موجود           |
| إعادة تشكيل اللجان المؤقتة                                          | موافق               |
| تقرير اللجنة المالية الرافض لإقامة الدواوين                         | غير موافق           |
| مقترح الحركة الدستورية الإسلامية في التحقيق مع داو والمصفاة الرابعة | موافق               |
| التحقيق في عمل فريق الإزالات                                        | ممتنع               |
| مقترح اللجنة الثلاثية في التحقيق في داو والمصفاة الرابعة            | غير موافق           |